# Rayando el sol
«Rayando el sol» es el primer sencillo de la agrupación mexicana Maná de su segundo álbum de estudio, Falta amor (1990). Esta fue una de las primeras canciones del grupo en ser exitosa tanto del álbum como del mismo grupo. En la semana del 12 de febrero de 2000, la canción debutó y alcanzar en su punto más alto en el número 4 en los US Billboard Hot Latin Tracks.
En 2019 hicieron a dueto con el artista español Pablo Alborán otra versión más acústica y en vivo.

## Lista de canciones

### CD - Promo[7]
| Rayando el sol — Single |                  |          |  |
| N.º                     | Título           | Duración |  |
| 1.                      | «Rayando el sol» | 4:32     |  |

### Descarga digital[8]
| Rayando el sol (feat. Pablo Alborán) — Single |                                        |          |  |
| N.º                                           | Título                                 | Duración |  |
| 1.                                            | «Rayando el sol (feat. Pablo Alborán)» | 4:18     |  |

## Posicionamiento en listas

### Versión original
| Lista (1992)      | Mejor posición |
| ----------------- | -------------- |
| Ecuador (UPI)     | 8              |
| El Salvador (UPI) | 1              |
| Perú (UPI)        | 2              |

### Versión 2019
| Lista (2019)                                        | Mejor posición |
| --------------------------------------------------- | -------------- |
| Estados Unidos (Billboard Latin Digital Song Sales) | 21             |
| Estados Unidos (Billboard Latin Pop Airplay)        | 27             |